# Fairchild Hiller FH-1100
Die Fairchild Hiller FH-1100 ist ein leichter Hubschrauber des amerikanischen Herstellers Fairchild-Hiller. Die Entwicklung begann auf Grund einer Ausschreibung der United States Army nach einem leichten Beobachtungshubschrauber (LOH).

## Geschichte und Konstruktion
Im Oktober 1960 schrieb die US Army einen leichten Beobachtungshubschrauber aus. Zusammen mit zwölf anderen Herstellern, darunter Bell Helicopter und Hughes Tool Co. Aircraft Division, trat Hiller in den Wettbewerb ein und legte einen Entwurf vor. Hillers Entwurf, das Modell 1100, ging als einer der drei Gewinner aus dem Wettbewerb 1961 hervor. Die Armee bezeichnet das Modell 1100 nun als YHO-5.
Die weiteren Arbeiten begannen im November 1961, der Prototyp flog erstmals am 21. Januar 1963. Die FH-1100 ist ein leichter Hubschrauber, dessen Zweiblattrotor von einer Allison-250-Wellenturbine mit 236 kW angetrieben wird. Hiller lieferte 1963 für Vergleichstests fünf Exemplare an die Armee. Nach den Tests schied die Bell YOH-4 aus und Hiller und Hughes konkurrierten nun um die Kosten des Vertrags. Im Jahre 1965 wurde Hiller von Hughes unterboten und die US Army wählte Hughes YOH-6 aus. Da Hughes die vertraglichen Anforderungen nicht erfüllen konnte, öffnete die US Army den LOH-Wettbewerb für Angebote wieder, worauf Hiller beschloss, sein ursprüngliches Angebot mit dem YOH-5A erneut einzureichen, und unterbrach die Entwicklung der zivilen Version vorübergehend. Das Hiller-Modell 1100 kam erneut nicht zum Zug, wurde jedoch als ziviler Hubschrauber vermarktet.
Die FH-1100 wurde bis 1973 produziert. Im Jahr 2000 wurde die Musterzulassung von der FH1100 Manufacturing Corporation in Century (Florida), Florida übernommen. Dieses Unternehmen baut jedoch keine neuen Maschinen, sondern rüstet bestehende um.

## Militärische Nutzung
Argentinien
 Brasilien
- Brasilianische Marine – 6 Stück von 1968 bis 1976[9] als H-5[10]

 Chile
 Ecuador
 El Salvador– 1 Exemplar
 Panama– 3 Exemplare (1969)
 Philippinen
 Zypern

## Technische Daten
| Kenngröße             | Daten                                               |
| --------------------- | --------------------------------------------------- |
| Besatzung             | 1 oder 2                                            |
| Passagiere            | 3–4                                                 |
| Länge                 | 9,48 m                                              |
| Rotordurchmesser      | 10,80 m                                             |
| Höhe                  | 2,83 m                                              |
| Nutzlast              | 390 kg                                              |
| Leermasse             | 621 kg                                              |
| max. Startmasse       | 1247 kg                                             |
| Reisegeschwindigkeit  | 196 km/h                                            |
| Höchstgeschwindigkeit | 204 km/h                                            |
| Dienstgipfelhöhe      | 4325 m                                              |
| Reichweite            | 560 km                                              |
| Triebwerke            | 1 × Allison 250-C18-Wellenturbine, 317 shp (236 kW) |